# Evenskjer
Evenskjer è un villaggio della Norvegia, situato nella municipalità di Tjeldsund, nella contea di Troms.